# موزه بایبل لندز

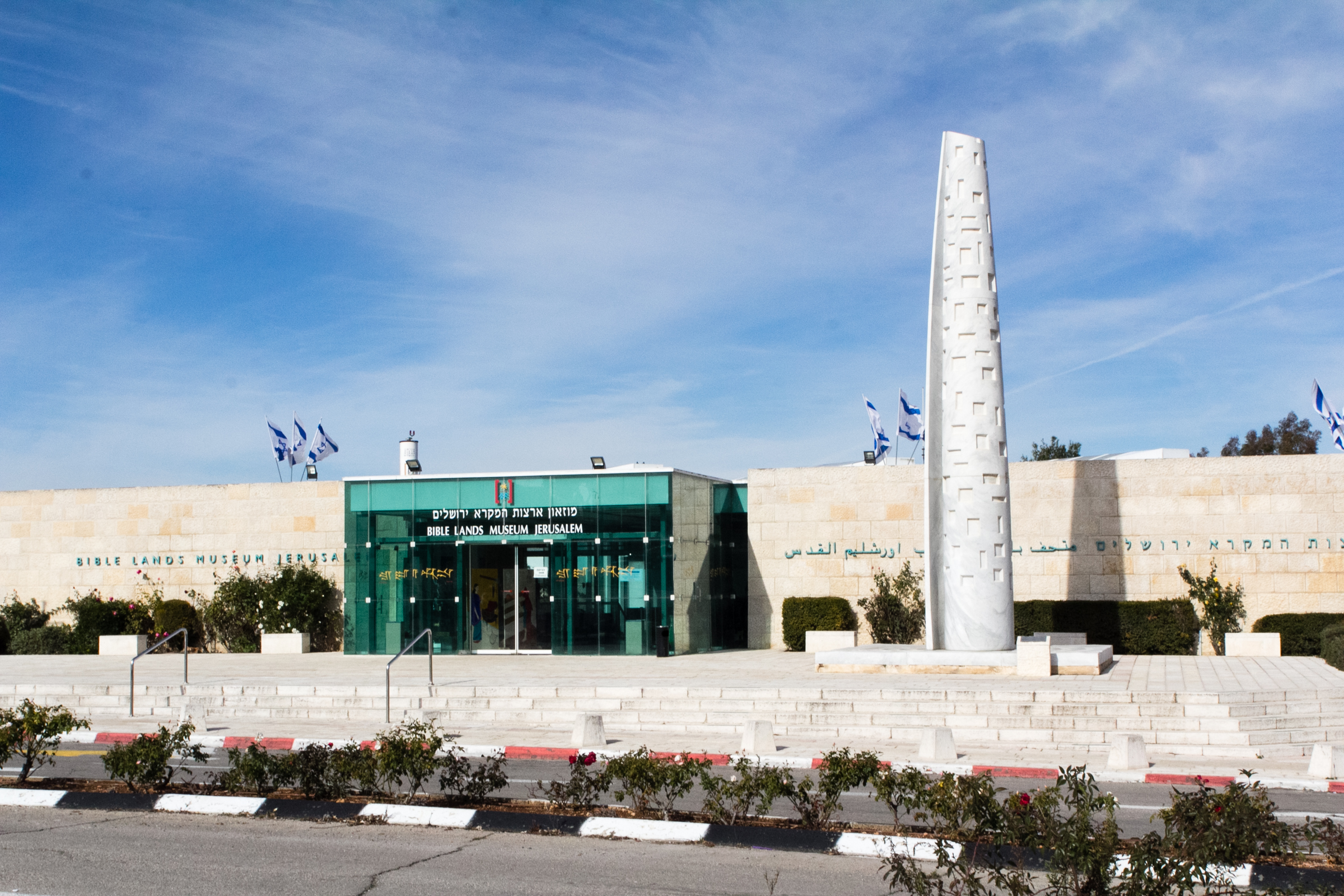
موزه بایبل لندز یا موزه سرزمین کتاب مقدس.

موزه بایبل لندز یا موزه سرزمین کتاب مقدس (عبری: מוזיאון ארצות המקרא ירושלים‎؛ به انگلیسی: Bible Lands Museum) یک موزه باستان‌شناسی در اورشلیم اسرائیل است که به بررسی فرهنگ مردمی می‌پردازد که در کتاب مقدس ذکری از آن‌ها به میان آمده است. مانند مصریان باستان، کنعانیان، فلسطینیان، آرامی‌ها، هیتی‌ها، ایلامی‌ها، فنیقی‌ها و ایرانیان.

## نگاه اجمالی
هدف موزه پوشش دادن پیشینه تاریخی اقوام مختلف است. این موزه در کنار دیگر موزه‌ها در محله گیوات رام بین موزه اسرائیل، پردیس ملی موزه باستانشناسی اسرائیل و موزه علوم بلومفیلد واقع شده است.

## تاریخچه
موزه بایبل لندز در سال ۱۹۹۲ توسط «الی براوسکی» تأسیس شد تا محل نگهداری مجموعه شخصی‌اش باشد. در سفری که این خانم در سال ۱۹۸۱ به اورشلیم داشت تدی کولک، شهردار وقت اورشلیم او را به آوردن مجموعه شخصی‌اش به اسرائیل و ایجاد یک موزه در راستای اهدافش تشویق کرد. به این ترتیب این موزه توسط الی براوسکی در تماس و مشورت با تدی کولک ساخته شد.

## نمایشگاه‌ها
گالری اصلی ۲۰ بخش دارد و صدها اثر را از سراسر مناطق باستانی اطراف به نمایش گذاشته است: شامل انواع اسناد باستانی، بت، سکه، مجسمه، سلاح، سفال و مهر. بسیاری از موضوعات (به عنوان مثال ریشه حروف الفبا، مومیایی، یا سفر ابراهیم) با دقت در مقالات کوتاهی بر روی دیوار شرح داده شده‌اند. در این موزه همچنین ماکت‌هایی در مقیاس کوچک از آثار باستانی اورشلیم، زیگورات اور و اهرام در جیزه به نمایش گذاشته شده است. تأکید موزه بر تاریخ تمدن‌های باستانی خاور نزدیک است و موزه‌داران به آنچه که در کتاب مقدس آمده توجه دارند. به عنوان مثال در بالای یک کوزه از آناتولی باستان این آیه کتاب مقدس آمده است: «اینک، ربکا با کوزه‌ای بر روی شانه پیش آمد و نزد چشمه رفت و آب برداشت.» (سفر پیدایش ۲۴:۴۵).